# Zelotes flavitarsis
Zelotes flavitarsis är en spindelart som först beskrevs av William Frederick Purcell 1908.  Zelotes flavitarsis ingår i släktet Zelotes och familjen plattbuksspindlar. Inga underarter finns listade i Catalogue of Life.